# Agrochola nigricaria
Agrochola nigricaria là một loài bướm đêm trong họ Noctuidae.